# Christopher Eberts
Pour les articles homonymes, voir Eberts.
Christopher Eberts est un producteur canadien de cinéma et de télévision.

## Biographie
Élevé à Montréal, Eberts étudie à l'université McGill d'où il gradue avec un BA en English, Film and Communication.
Avant sa carrière de producteur, Eberts travaille comme marchand de la division bancaire de la Salomon Brothers de New York.
En 2013, il est inculpé par un grand jury de l'Illinois de sept chef d'inculpation de fraude en ligne et de blanchiment d'argent. Après avoir déclaré coupable, il est condamné près de quatre ans de prison. Deux ans plus tard, la sentence est maintenue malgré l'appel d'Eberts.
Son oncle est le producteur Jake Eberts.

### Film
| Année | Film                     | Poste                 | Notes           |
| ----- | ------------------------ | --------------------- | --------------- |
| 1999  | Woman Wanted (en)        | Producteur exécutif   |                 |
| 2000  | The Watcher              |                       |                 |
| 2002  | Mission Alcatraz         | Producteur exécutif   |                 |
| 2003  | Chasing Holden           |                       |                 |
| 2004  | The Punisher             | Producteur exécutif   |                 |
| 2005  | Edison                   | Coproducteur exécutif |                 |
| 2005  | The Big White            |                       |                 |
| 2005  | Lord of War              | Producteur exécutif   |                 |
| 2006  | Slevin                   |                       |                 |
| 2007  | Who's Your Caddy?        |                       |                 |
| 2007  | Timber Falls (en)        |                       |                 |
| 2007  | Already Dead (en)        |                       |                 |
| 2008  | Manipulation             |                       |                 |
| 2008  | Stag Night (en)          |                       |                 |
| 2009  | Night Train              |                       | Direct en vidéo |
| 2009  | Blood and Bone           | Producteur exécutif   | Direct en vidéo |
| 2009  | Black Water Transit (en) |                       |                 |